# Kudzie
Kudzie – przysiółek wsi Zawoja w Polsce, położony w województwie małopolskim, w powiecie suskim, w gminie Zawoja. Wchodzi w skład sołectwa Zawoja Wełcza.
W latach 1975–1998 przysiółek administracyjnie należał do województwa bielskiego.